# Annattogewächse
Die Annattogewächse (Bixaceae), auch Orleansbaumgewächse genannt, sind eine Pflanzenfamilie in der Ordnung der Malvenartigen (Malvales). Diese Familie enthält vier Gattungen mit pantropischer Verbreitung. Die bekannteste Art ist der Annattostrauch (Bixa orellana).

## Beschreibung

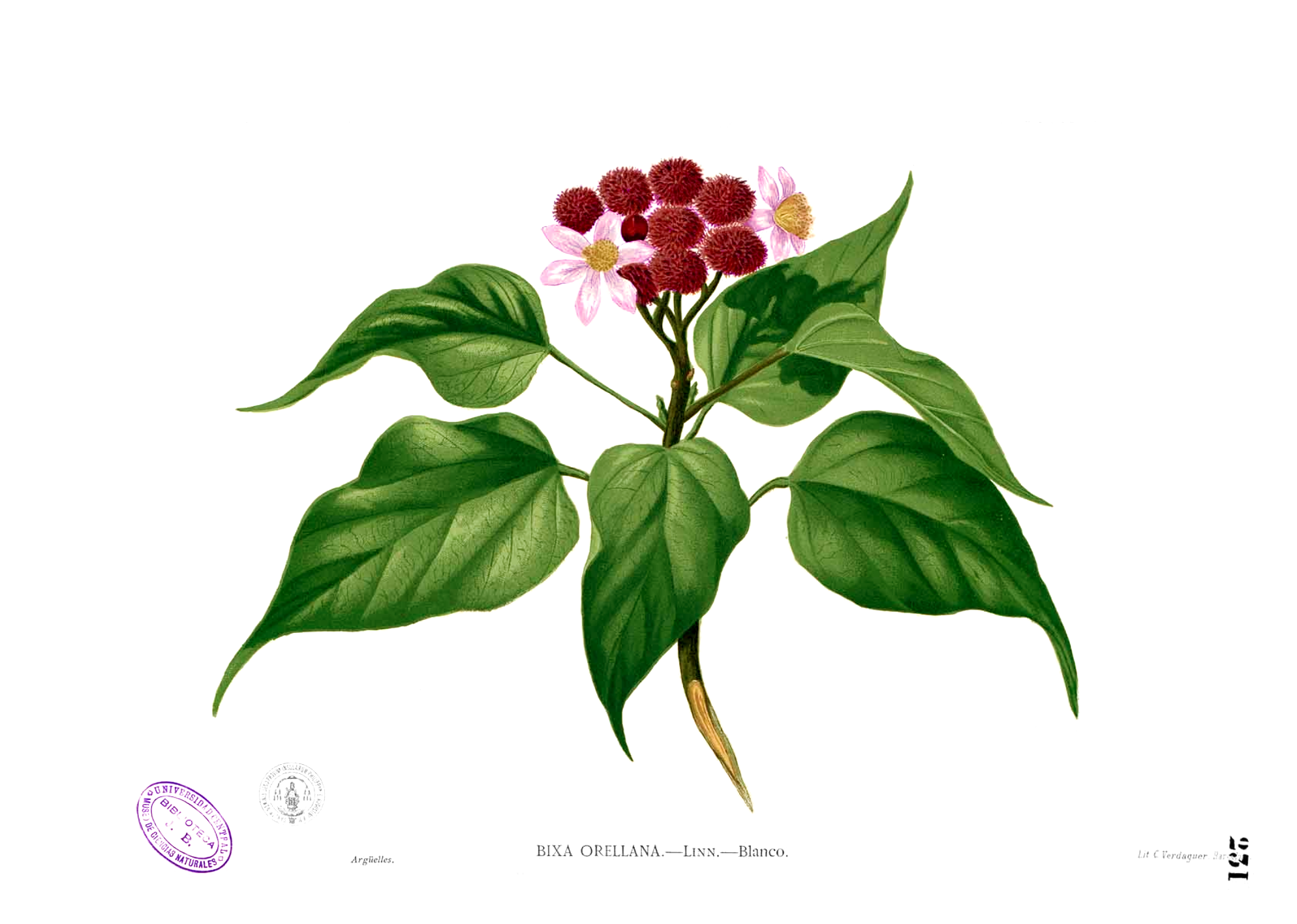
Illustration des Annattostrauch (Bixa orellana)

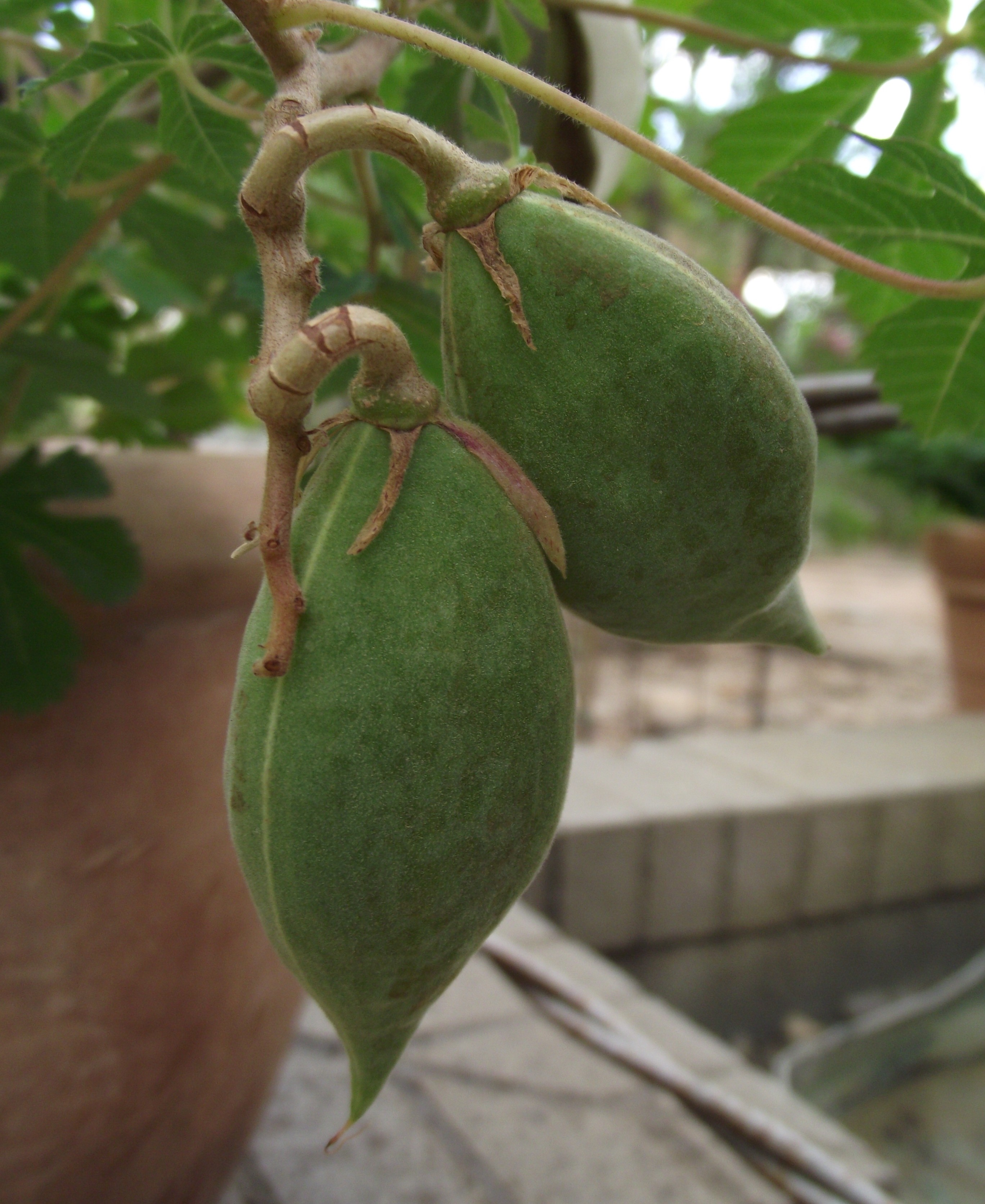
Kapselfrüchte von Amoreuxia gonzalezii

### Vegetative Merkmale
Es sind meist verholzende Pflanzen, nur die Amoreuxia-Arten sind krautige Pflanzen. Sie enthalten einen gelben oder roten Milchsaft. Die wechselständig, spiralig angeordneten, einfachen Laubblätter sind lang gestielt und haben einen glatten oder gezähnten Blattrand. Nebenblätter sind vorhanden.

### Generative Merkmale
Die relativ großen Blüten sind fünfzählig und radiärsymmetrisch bis mehr oder weniger zygomorph. Die fünf freien Kronblätter sind meist gelb. Es sind meist viele (50 bis 150) freie, fertile Staubblätter vorhanden. Zwei bis fünf Fruchtblätter sind zu einem oberständigen Fruchtknoten verwachsen. Der Griffel endet in einer Narbe.
Sie bilden Kapselfrüchte. Die Samen enthalten Stärke.

## Systematik
Die Familie Bixaceae wurde durch Karl Sigismund Kunth in Malvaceae, Buttneriaceae, Tiliaceae, 17 aufgestellt.
Die Familie Bixaceae Kunth nom. cons. enthält nach APG III und APG IV entsprechend  molekularphylogenetischen Dendrogrammen auch die beiden Gattungen der ehemaligen Familie der Cochlospermaceae Planch. nom. cons. und die einzige Art der ehemaligen Familie der Diegodendraceae Capuron.

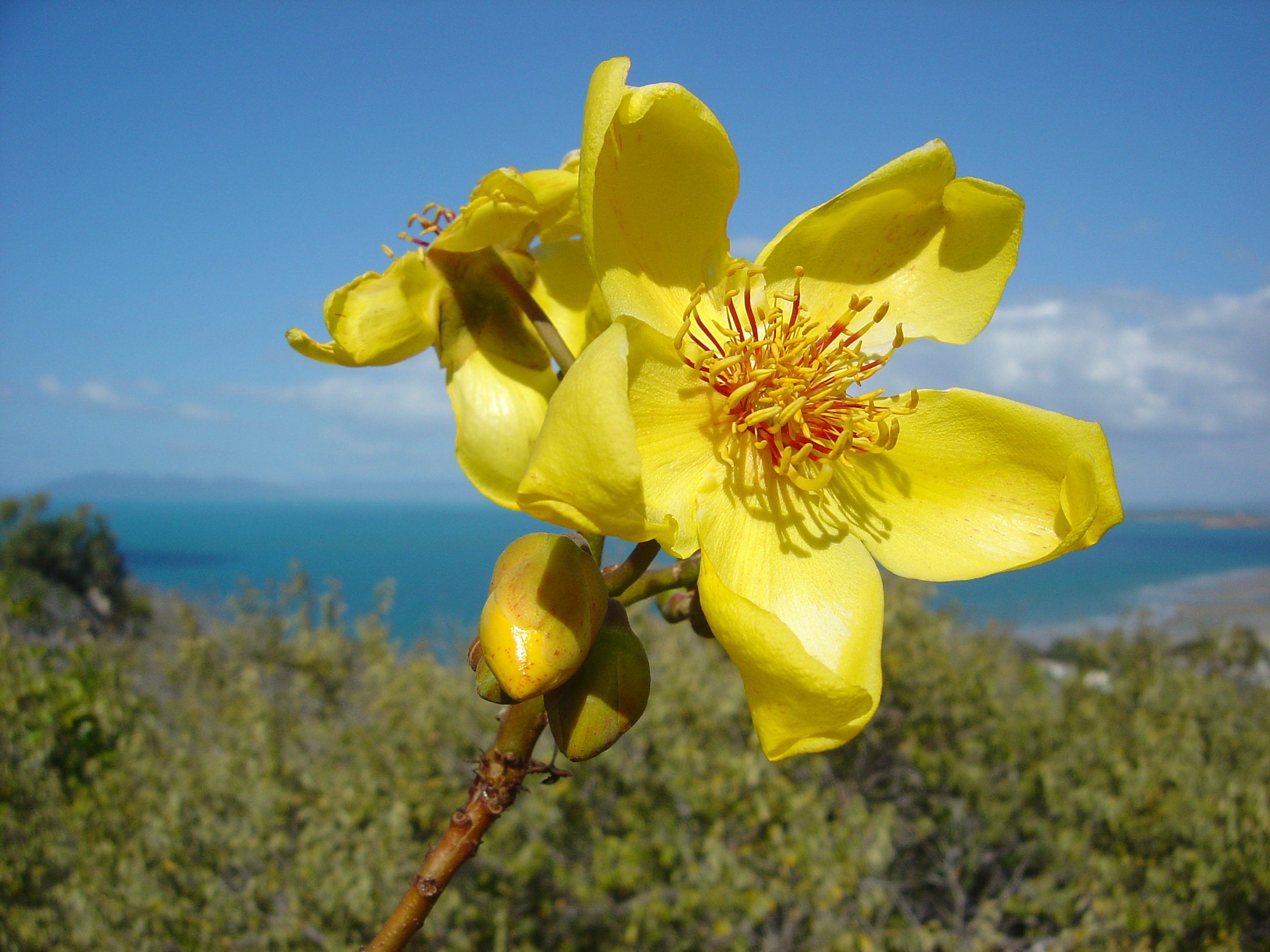
Blüten von Cochlospermum gillivraei

Die Familie Bixaceae enthält vier Gattungen mit etwa 21 Arten:
- Amoreuxia Moc. & Sessé ex DC.: Sie enthält vier Arten in der Neotropis:[5]
  - Amoreuxia gonzalezii Sprague & L.Riley: Sie kommt vom südlichen Arizona bis zum westlichen Mexiko vor.[4]
  - Amoreuxia malvifolia A.Gray: Sie kommt in den mexikanischen Bundesstaaten Chihuahua sowie Durango vor.[4]
  - Amoreuxia palmatifida Moc. & Sessé ex DC.: Sie kommt vom südlichen Arizona und New Mexico über Mexiko und Guatemala bis Kolumbien vor.[4]
  - Amoreuxia wrightii A.Gray: Sie kommt vom südwestlichen Texas bis Mexiko, in Curaçao und Peru vor[4] und ist in manchen Gebieten vom ausgestorben bedroht.[5]
- Bixa L.: Sie enthält etwa fünf Arten in der Neotropis.
- Schneckensamenbäume (Cochlospermum Kunth): Die etwa 15 Arten besitzen eine pantropische Verbreitung.
- Diegodendron Capuron: Sie enthält nur eine Art:
  - Diegodendron humbertii Capuron: Dieser Endemit kommt nur im nördlichen Madagaskar nur in der Provinz Antsiranana vor.[6][4]